# Розкішний рогоносець (фільм, 1964)
«Розкі́шний рогоносець» (італ. Il magnifico cornuto, фр. Le Cocu magnifique) — італійсько-французький комедійний фільм 1964 року режисера Антоніо П'єтранджелі. Це екранізація класичного фарсу, однойменної п'єси Фернанда Кромелінка 1921 року.

## Сюжет
Підприємець Андреа Артузі (Уго Тоньяцці) екстатично закоханий у свою молоду дружину Марію (Клаудія Кардінале). Велика фабрика капелюхів дає непогані прибутки і їхнє життя протікає щасливо, спокійно, без жодних потрясінь. Він повністю впевнений у вірності своєї дружини з бездоганною репутацією, хоч знає, що серед його знайомих є немало рогоносців. Та одного разу він дозволяє спокусити себе симпатичній Христині (Мішель Жирардон), дружині президента союзу капелюшників. Чи довідається Марія про зраду свого чоловіка і чи простить його?

## Ролі виконують
- Клаудія Кардінале — Марія Грація
- Уго Тоньяцці — Андреа Артузі
- Сальво Рандоне[it] — Белізаріо
- Бернар Бліє — Роберто Маріотті
- Мішель Жирардон[fr] — Христина
- Поль Ґерс[fr] — Габріель
- Джан Марія Волонте — радник

## Навколо фільму
- Номерні знаки автомобілів у фільмі зареєстровані у Брешії, місці, де відбуваються дії фільму, та, невідомо, через випадкову чи навмисну помилку, в Кремоні, рідному місті Тоньяцці.

## Пісні з фільму
Музика Армандо Тровайолі
- Тієї ночі, коли я пішов (La notte che son partito) — співає Джіммі Фонтана[it][1] (disco RCA Italiana PM45-3288 — anno 1964)
- Я дякую, тому що (Ti ringrazio perché) — співає Мікеле[it][2] (disco RCA Italiana PM45-3278 — 1964)
- Або ти, або ніхто (O te o nessuna) — співає Джіммі Фонтана[it][3] (disco RCA Italiana PM45-3261 — 1964)